# 科尔措瑙伊·艾尔诺
科尔措瑙伊·艾尔诺（匈牙利語：Kolczonay Ernő，1953年5月15日—2009年10月3日），匈牙利男子击剑运动员。他曾代表匈牙利参加1980年、1988年和1992年夏季奥林匹克运动会击剑比赛，共获得二枚银牌。